# Queet

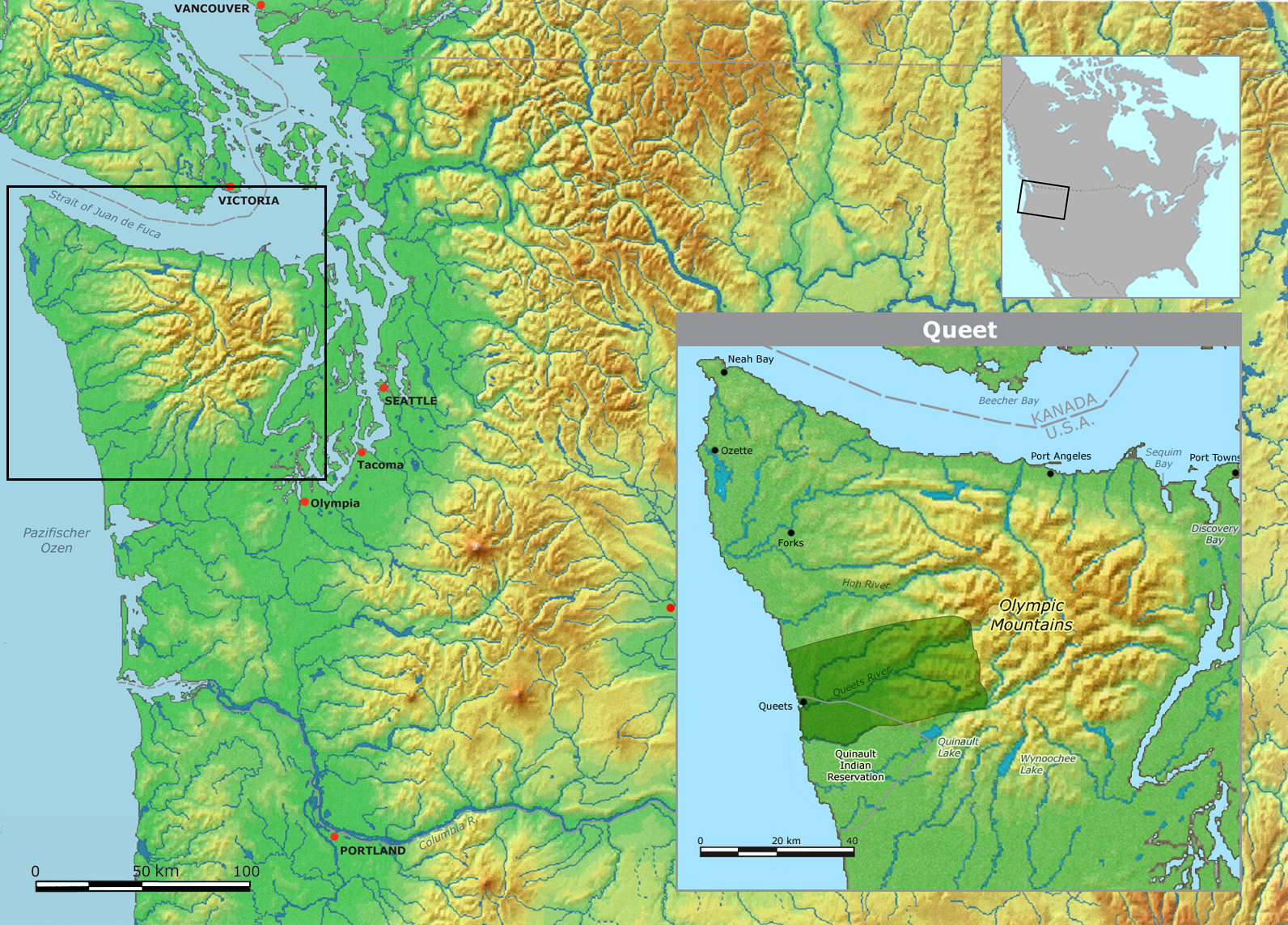
Traditionelles Territorium der Queet und Quinault Reservation

Die Queet, früher auch Quaitso genannt, waren ein im heutigen US-Bundesstaat Washington lebender indianischer Stamm. Sie lebten am Queets River und seinen Zuflüssen im Westen der Olympic Peninsula und gehörten kulturell zu den Küsten-Salish. Ihre Nachbarn südlich des Queets River waren die Quinault, die ebenfalls zu den Küsten-Salish zählten, und die Quileute im Norden, die sprachlich aber nicht zu den Salish, sondern zu den Chimakuan zählen.
Wie die meisten Stämme im Nordwesten, so lebten die Queet überwiegend von Lachs.

## Geschichte

### Stammeskoalitionen

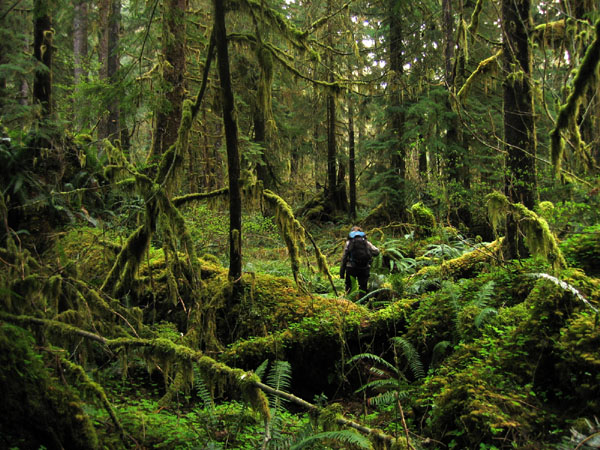
Wanderer im Queets Rainforest

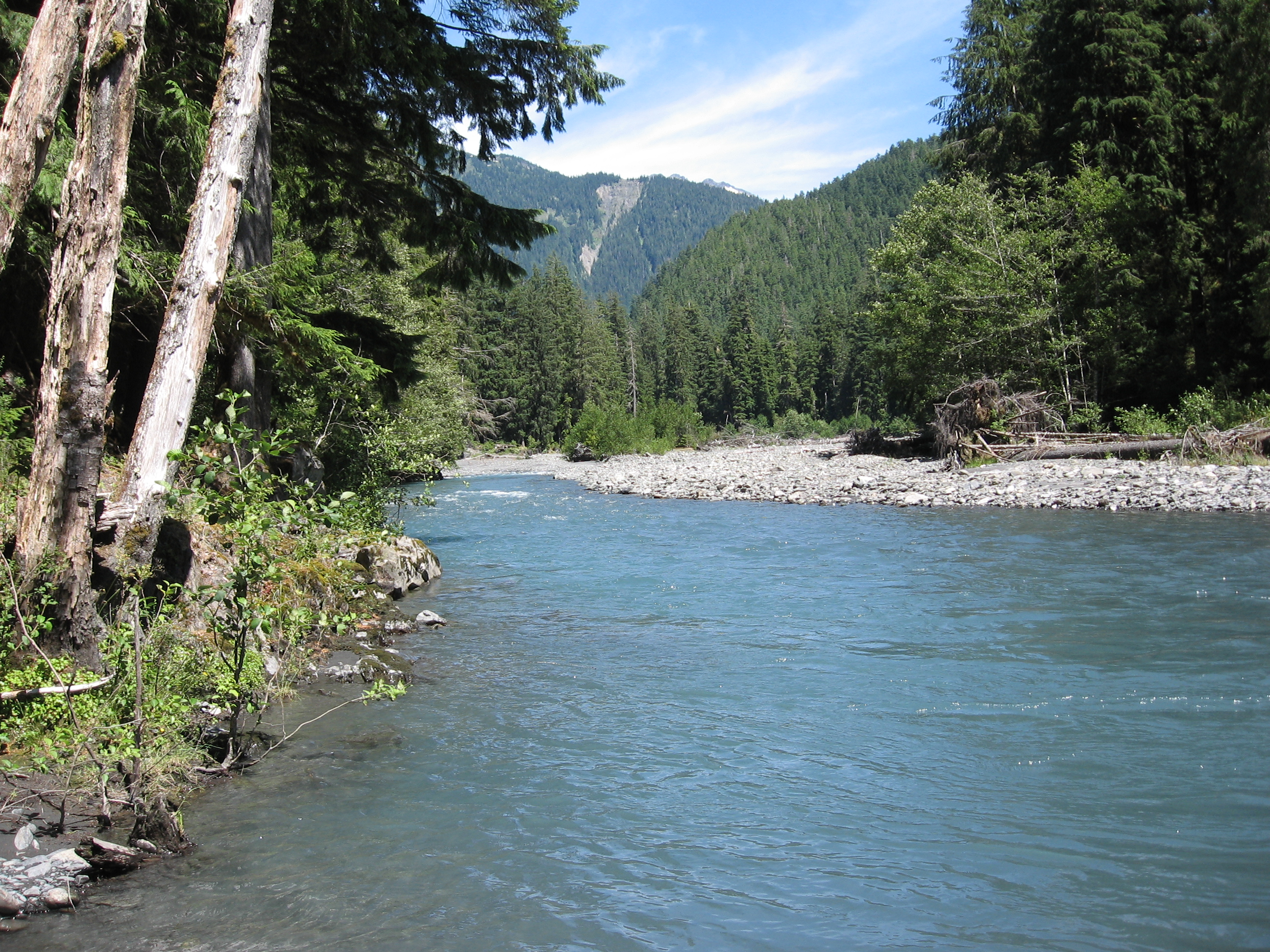
Der Queets River

Um 1800 hat möglicherweise eine Flucht der Queet ins Gebiet der Quinault stattgefunden, weil sie sich vor den Chehalis aus dem Süden in Sicherheit bringen wollten. Dabei bestand eine Föderation mit den Hoh, Quileute und Quinault zur Abwehr der Angriffe südlicher Gruppen vom Columbia, zu denen vor allem die besagten Chehalis gehörten, aber auch nördlicher, wie der Klallam, Satsop, Makah und Ozette. Sie kontrollierte, folgt man der mündlichen Tradition, das Gebiet zwischen den Makah im Nordwesten und Grays Harbor im Süden. Zusammen mit den Queet waren die Hoh für den mittleren Abschnitt der Küste verantwortlich, um Angriffe abzuwehren und die Jagdgebiete zu schützen.

### Erste Kontakte mit Weißen
Als die Lewis-und-Clark-Expedition die Westküste erreichte, schätzte man die Zahl der Queet auf 250. Wieweit ihre Zahl bereits durch die katastrophale Pockenepidemie von 1775 vermindert worden war, lässt sich nicht mehr ermitteln.
Ähnlich wie ihre Nachbarn betrieben die Queet einen weiträumigen Handel bis zum Columbia im Süden und Vancouver Island im Norden. Dies ist wohl ein Grund dafür, dass die Queet von den Konflikten mit Weißen frühzeitig erfuhren und 1854 gewaltsam die Reise eines Indianeragenten in ihr Gebiet verhinderten. Um diese Zeit war für die Vertreter der USA ein Howyatchi (Hoo-e-yas'lsee) oder Sampson der Stammesführer.

### Der Vertrag mit den USA (1855/59) und die Verschmelzung mit den Quinault
Zusammen mit ihren Nachbarn erschienen die Queet 1855 zu einem Treffen mit dem Gouverneur des Washington-Territoriums Isaac Stevens beim Chehalis Treaty Council Anfang 1855. Dabei erschoss ein Chehalis-Schamane – so berichtet der dabei anwesende Siedler James Swan – einen jungen Queetshäuptling, der sich gegen den Vertragsabschluss ausgesprochen hatte. Am 1. Juli 1855 kam der Quinault-River-Vertrag zustande, der am 8. März 1859 ratifiziert wurde. Für die Queet war das Quinault-Reservat (Quinault Reservation) vorgesehen, doch hatten sie, ähnlich wie ihre Nachbarn, den Vertrag nicht als Tausch ihres Landes gegen Subsidien verstanden, sondern als Gabe dafür, dass sie den Vertrag einhielten, und die Siedler – 1874 waren dies nur fünf Familien – bei ihnen wohnen ließen. Daher dachten sie auch gar nicht daran, in das vorgesehene Reservat zu gehen. Die Regierung wiederum ließ sie gewähren, da sie die Siedler unterstützten und in gutem Einvernehmen mit ihnen lebten. 
Gemeinsam mit diesen Quinault erreichten die Queet 1873 eine Reservatsvergrößerung.
Die Indian Shaker Church, die nach 1882 auch die Queet erreichte, setzte sich für ein friedliches Verhältnis zu den Siedlern ein. 1885 galten nur noch 85 Menschen als Angehörige der Queet, 1936 waren es noch 82. Die Queet sind heute im Stamm der Quinault aufgegangen. 1962 erhielten die beiden Stämme eine Wiedergutmachung von 205.172,40 Dollar (Docket 242).